# Albița, Vaslui
Albița este un sat în comuna Drânceni din județul Vaslui, Moldova, România. Se află la 70 km de Vaslui, la granița româno-moldoveană pe malul drept al râului Prut. Este punct de trecere a frontierei din România în Republica Moldova pe E581 care face parte din Coridorul IX pan-european. Regimul de transport este rutier. De cealaltă parte a râului se află satul Leușeni din Republica Moldova.
Prin satul Albița trece Drumul european E581 care leagă localitatea de orașe mari cum sunt Chișinău, Huși, Bârlad și Tecuci. 
Ministerul Transporturilor și Infrastructurii are în proiect construirea unei autostrăzi pe Coridorul IX Pan european (București - Ploiești - Focșani - Albița).

## Imagini

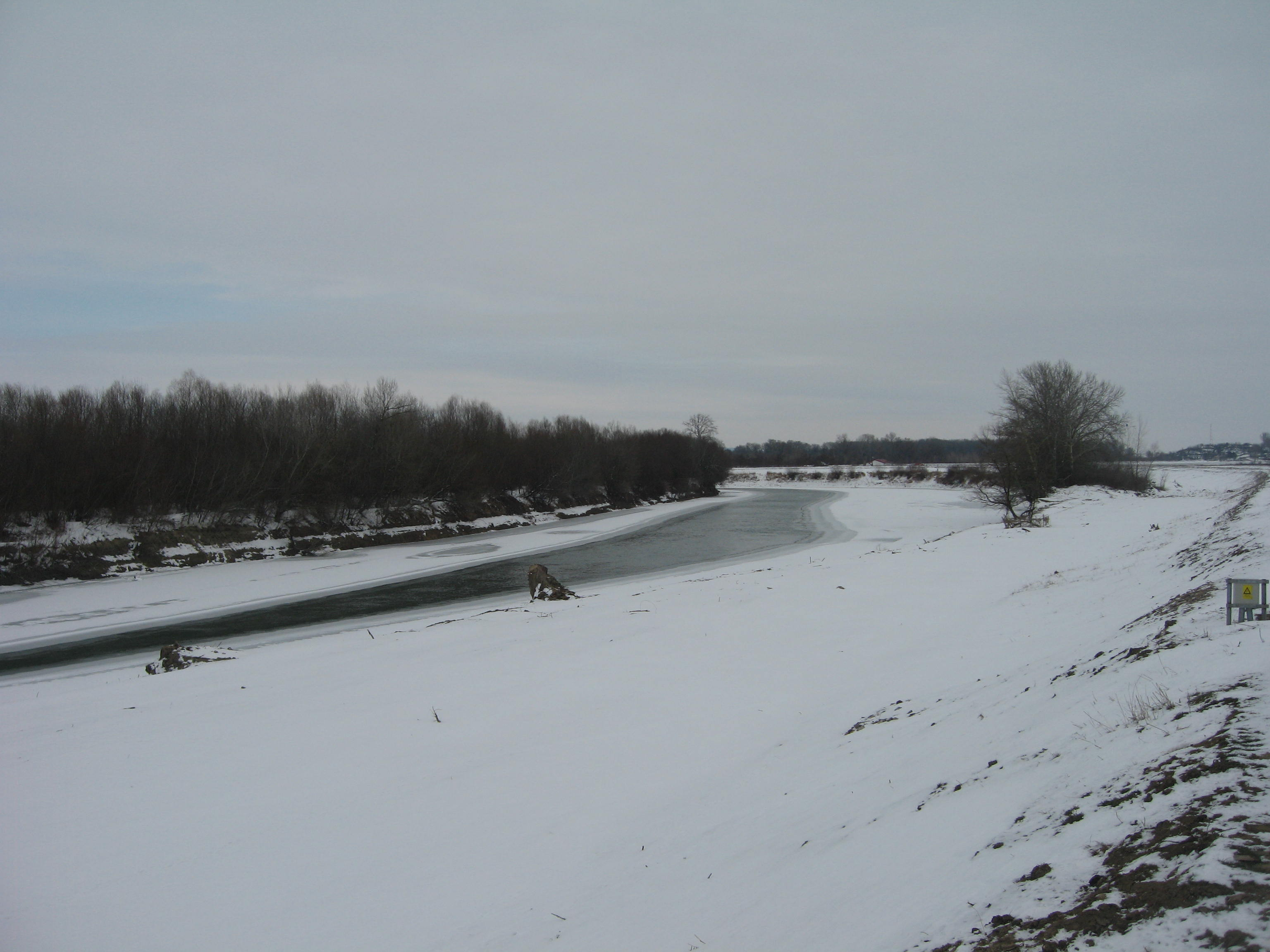
Râul Prut curgând iarna în apropiere de Albiţa.
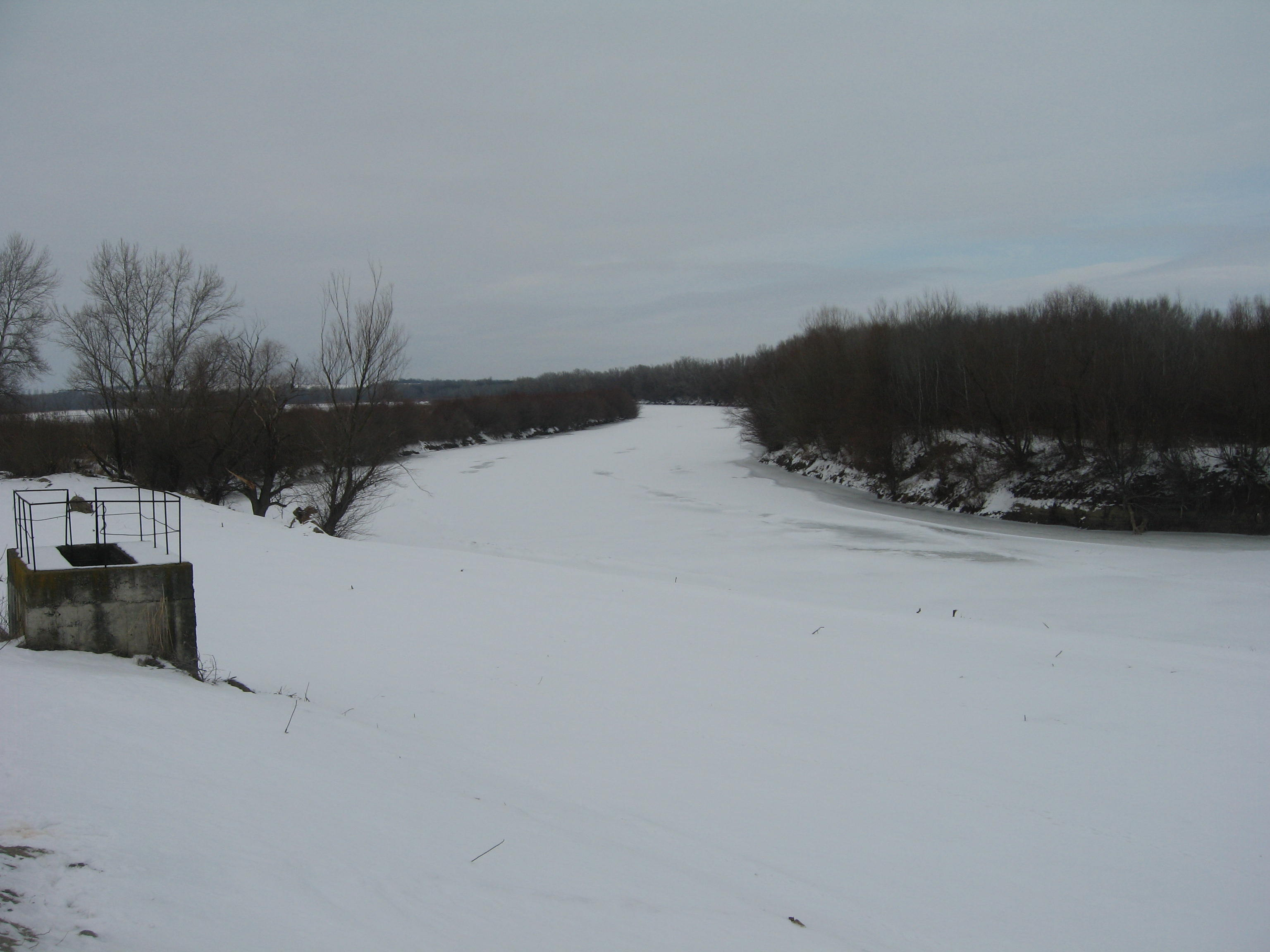
Râul Prut îngheţat în apropiere de Albiţa.